# Nejka
Nejka je žensko osebno ime.

## Izvor imena
Ime Nejka je različica ženskega osebnega imena Jerneja oziroma moškega osebnega imena Nejc.

## Pogostost imena
Po podatkih Statističnega urada Republike Slovenije je bilo na dan 31. decembra 2007 v Sloveniji število ženskih oseb z imenom Nejka: 62.

## Osebni praznik
Osebe z imenom Nejka lahko godujejo takrat kot osebe z imenom Jerneja oziroma Nejc.